# 마사로사
마사로사(이탈리아어: Massarosa)는 이탈리아 토스카나주 루카도에 있는 코무네이다. 유명한 도시 피사와 매우 가까우며, 국제 피아노 콩쿠르를 개최한다.

## 자매 도시
- 폴란드 그미나우주나
- 스페인 테이아